# Blue-Eyed Mary (film)
Blue-Eyed Mary er en amerikansk stumfilm fra 1918 af Harry Millarde.

## Medvirkende
- June Caprice som Mary Du Bois
- Helen Tracy som Mrs. Van Twiller Du Bois
- Blanche Hines som Jeanette
- Bernard Randall som Cecil Harrington
- Thomas F. Fallon som Jones